# Scopula asparta
Scopula asparta är en fjärilsart som beskrevs av Louis Beethoven Prout 1938. Scopula asparta ingår i släktet Scopula och familjen mätare. Inga underarter finns listade.